# Mateus Honori
Mateus Honori (Fortaleza, 10 de maio de 2000) é um ator e músico brasileiro. Entre seus trabalhos mais relevantes estão as series "Alucinação" onde interpreta o musico Rodger Rogério e "Guerreiros do Sol" da TV Globo. Sua estreia em novelas foi interpretando "Carlão" na fase jovem de Vai na Fé. 
No cinema, atuou nos filmes "Cabeça de Nego" de Deo Cardoso, disponível no Globoplay, "A Filha do palhaço" de Pedro Diógenes e "Bem-vinda a Quixeramobim",  estrelado por Edmilson Filho e Monique Alfradique.
Em 2016, dividiu o palco com a Orquestra Ouro Preto durante a programação do Savassi Festival, em Belo Horizonte.

## Biografia
Motivado pela paixão que sempre sentiu pela música, iniciou os estudos artísticos aos 6 anos na banda de música do projeto social ABC Palmeiras, onde permaneceria por cinco anos, tocando trombone. De uma família artística, cresceu rodeado pelo som da gaita e o cantar de seus pais, que nutriam o mesmo amor pela arte e pelos rabiscos do irmão, Beni Honori, que se tornaria desenhista. 
Aos 11 anos, ingressou na ONG Edisca (apoiada atualmente pelo Criança Esperança) e começou a estudar balé clássico e contemporâneo. Foi lá que conheceu também o teatro, algo aparentemente "meio sem graça", e começou a estudar sob a direção de Oscar Roney, por diversão. Com o Grupo Edisca de Teatro, apresentou os espetáculos O Alerta Mágico, Você Perdeu e Contos do Ceará, espetáculo de fantoches que ele mesmo escreveu. A organização, que na época passava por sérias dificuldades financeiras, foi obrigada a reduzir as atividades e encerrar os encontros teatrais. O que começou como uma brincadeira sem pretensão, agora fazia muita falta.
Em 2014, ao ingressar em uma escola particular na condição de bolsista, Mateus teve a oportunidade de voltar a estudar teatro. Ali, nesse mesmo ano, conheceu Hiroldo Serra, professor de teatro, seu futuro diretor e presidente da Cia Comedia Cearense, um dos grupos teatrais mais antigos do Brasil e com mais tempo de atividades ininterruptas, fundado pelo dramaturgo natural de Tamboril Haroldo Serra em 1957. 

Em 2015, Mateus era aluno de Hiroldo na escola, e durante a montagem do espetáculo infantil Cinderela, precisou-se de um ator substituto para o papel de cocheiro do príncipe. O convite foi feito e aceito. Esse foi seu primeiro trabalho remunerado e também a estreia com um grupo profissional de teatro. A estreia aconteceu em novembro de 2015 no Teatro Arena Aldeota, na cidade de Fortaleza.
"A estreia foi terrível, chutei um banco do cenário, derrubei coisa, tropecei no blecaute de nervoso, mas foi muito divertido. Uma hora, esqueci de dar a fala, encantado com as luzes do teatro, não consegui calçar o sapato de cristal, foi a própria Cinderela que calçou. Eu ri de tudo no final. Ainda bem que não desistiram de mim, né."

## Teatro
Entre os espetáculos encenados, destacam-se O Verdugo, de Hilda Hilst, O Morro do Ouro, de Eduardo Campos, Ópera do Malandro, de Chico Buarque, e livres adaptações de Lisbela e o Prisioneiro, Once, todos dirigidos por Hiroldo Serra, com arranjos musicais de Mateus. Em 2017, integrou o elenco de Iracema dos Lábios de Mel, o Musical, Pluft, o Fantasminha, e no ano seguinte, Abajur Lilás, de Plínio Marcos. 
Em 2018, participou de A Noiva Cadáver e ainda iniciou o processo de Brasileira, Profissão: Esperança, Uma Historia de Clara, musical autoral sobre a vida e obra de Clara Nunes, onde atuava, tocava diversos instrumentos e cantava, além de conduzir a maioria dos arranjos musicais. A peça, de elenco formado por quatro pessoas entre atores e músicos, fez diversas apresentações em Fortaleza e no Rio de Janeiro, no Parque das Ruínas, e na sede do grupo Tá na Rua, capitaneado por Amir Haddad. O espetáculo serviu de vivência inicial para a linguagem do teatro de rua e participou da Bienal Internacional de Teatro do Ceará no mesmo ano.
2019 foi um ano especial, pois pela primeira vez Mateus Honori compôs toda a trilha sonora de um espetáculo musical infantil: O Feitiço da Moura Torta,  dirigido por Hiroldo e encenado pela Cia Comédia Cearense. A ocupação de criar arranjos para o teatro virou rotina e se repetiu por ainda dois futuros espetáculos: A Princesinha e Psicanalista Surda, de Caroline Treigher, sucesso de público e crítica que ainda faz temporada em 2020.

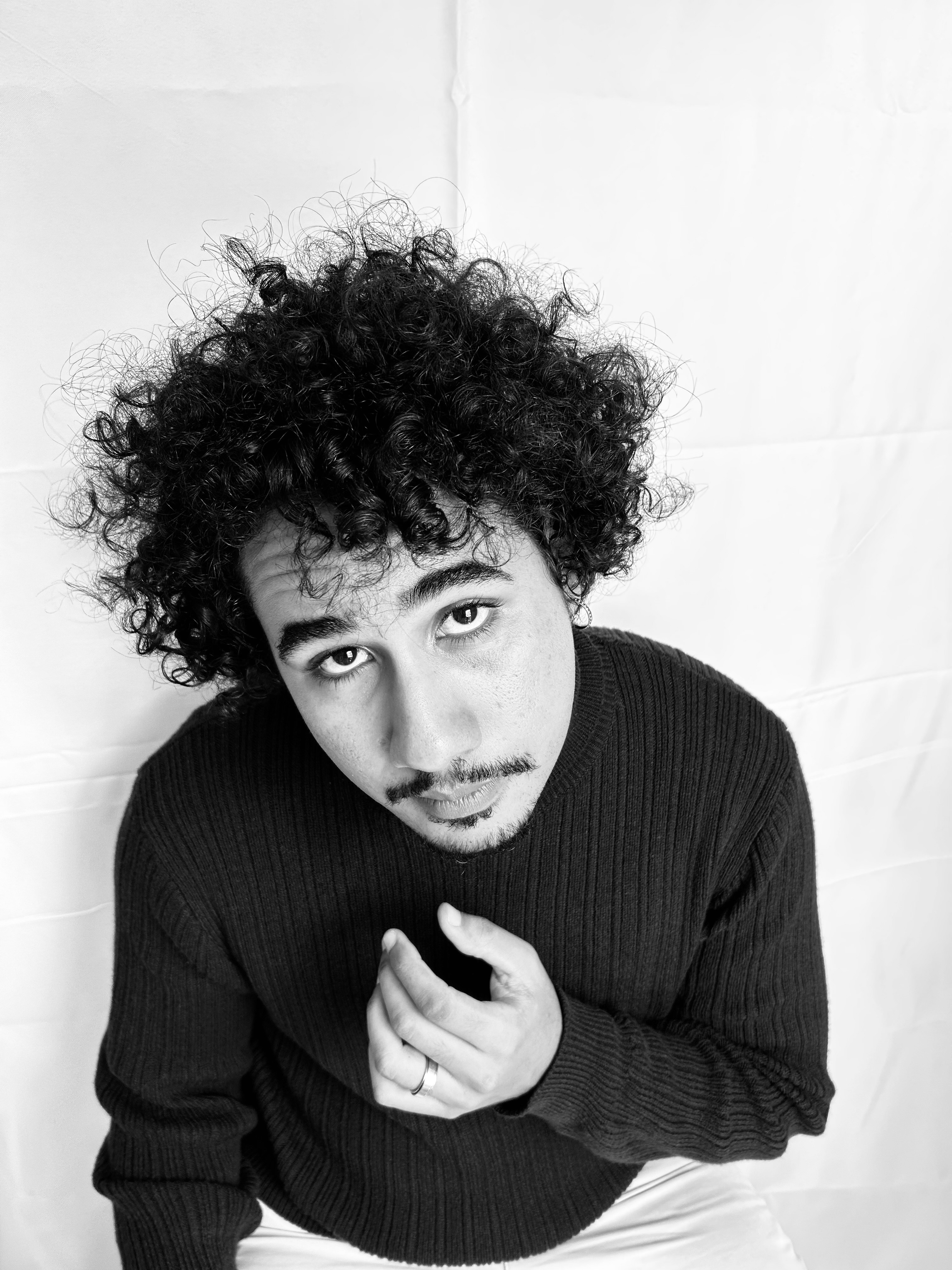
Mateus Honori para a Revista Tempo

Em 2020, Mateus Honori também protagonizou o espetáculo musical Uma Luz Cor de Luar e iniciou os estudos em teatro musical na escola de artes The Biz, sob direção geral de Andre Gress, na condição de bolsista. 

## Cinema e televisão
- Iniciou-se em 2011 na linguagem do audiovisual no curta Pulso, desenvolvido pelo núcleo de cinema e audiovisual da Universidade de Fortaleza.
- Em 2017, gravou na cidade de Fortaleza o curta-metragem: Não Sei Se Isso Serve Pra Comer, de Daniel Monteiro.
- Também em 2017, teve sua primeira experiência em seriados de TV com o personagem Jajaja em Lana e Carol, de Samuel Brasileiro e Natália Maia, produzido pela Deberton Entretenimento e em exibição no Canal Futura. Ainda no mesmo ano, fez figuração no longa O Filho Único do Meu Pai, protagonizado por Hiroldo Serra e em fase de pós-produção.
- Em 2018, interpretou o jovem Índio de Cabeça de Nego, do cineasta Deo Cardoso, finalizado e circulado em festivais atualmente.[9]
- Em 2019, fez a voz original da série animada O Cidadão de Bem, de Daniel Aragão e produzido pelas produtoras Filmerama e Rapadura Atômica, e também protagonizou como voz original a série animada Drama Universitário, interpretando o jovem Henry. Ainda no mesmo ano, integrou o elenco real da série animada Turminha Diário, produção infantil da TV Diário e TV Verdes Mares e roteirizada por Vinicius Augusto Bozzo.

## Música
A musica como arte precursora, ainda rende bons frutos além do trabalho de compositor e arranjador para teatro Em 2016, foi vencedor do concurso cultural Beatles Sinfônico - Novas Bandas, arquitetado pela Orquestra Ouro Preto e a Rede Pitágoras de Educação, fez um concerto com a Orquestra Ouro Preto, em Belo Horizonte, Minas Gerais, e em 2020, foi vencedor do Concurso de Marcinhas do IFCE, com a composição "Com Prevenção Não Precisa Abstinência".

## Atuação
Mateus Honori é aluno do Instituto Federal de Educação, Ciência e Tecnologia do Ceará, onde estuda música e se dedica atualmente ao estudo do violão clássico. Atua mesclando linguagens artísticas como a música, teatro de rua, do oprimido teatro musical e o audiovisual. Desde 2014, é ator da Cia Comédia Cearense. Fez oficinas com importantes nomes do teatro brasileiro como João Falcão, Grace Passô, Chico Díaz e Nataly Rocha. Foi vencedor do Prêmio Destaque Ator na Mostra de Teatro do Estudante 2015, 2016 e 2017. Integrou a banda vencedora do Concurso Nacional "Beatles Sinfônico" da Orquestra Sinfônica de Ouro Preto e da Rede Pitágoras. No audiovisual, atuou no longa-metragem Cabeça de Nego, de Deo Cardoso, onde contracenou com artistas como Carri Costa, Jéssica Ellen, Val Perré e Lucas Limeira, que circula em festivais de cinema como a Mostra de Cinema de Tiradentes, na edição 2020.
Também atuou na série Lana e Carol, em exibição no Canal Futura e curtas metragens. Como voice-actor, participou dos processos de gravação dos seriados de animação Drama Universitário e Cidadão de Bem.
Os poemas de Mateus Honori participaram ainda de duas antologias poéticas em 2016 e 2017, por meio dos concursos "Novos Poetas" e "Poesia Livre", da Universidade Federal do Rio de Janeiro e Editora Vivara e são periodicamente publicados na coluna Jornal do Leitor, do jornal O Povo No ano de 2020, Mateus Honori trabalhou no espetáculo A Psicanalista Surda,  onde fez a sonoplastia com seu violão ao vivo.

## Filmografia
| Ano  | Título                 | Personagem     | Nota                            |
| ---- | ---------------------- | -------------- | ------------------------------- |
| 2019 | Lana e Carol           | Jajaja         | Episódio: "Uma Aventura Insana" |
| 2019 | Turminha Diário        | —              |                                 |
| 2020 | Drama Universitário    | Henry (voz)    |                                 |
| 2022 | O Cangaceiro do Futuro | Jararaca       |                                 |
| 2023 | Vai na Fé              | Carlão (jovem) | Flashbacks                      |
| 2025 | Guerreiros do Sol      | Lucinio        |                                 |
| 2025 | Alucinação             | Rodger Rogério |                                 |

### Cinema
| Ano  | Titulo                          | Personagem | Nota           |
| ---- | ------------------------------- | ---------- | -------------- |
| 2017 | Não Sei Se Isso Serve Pra Comer | —          | Curta-metragem |
| 2021 | Cabeça de Nêgo                  | Índio      |                |
| 2022 | Bem-vinda a Quixeramobim        | Zé Qualé   |                |
| 2022 | Industry Noise                  | Conscience | Curta-metragem |
| 2023 | A Filha do Palhaço              | João Lucas |                |